# Seven Days of Falling
Albums de Esbjörn Svensson Trio
Strange Place for Snow
(2002) Viaticum
(2005)
Seven Days of Falling est un album studio du Esbjörn Svensson Trio.

## Description
Seven Days of Falling arrive après Strange Place for Snow qui avait propulsé E.S.T. sur la scène jazz européenne et continue à établir leur identité musicale.

## Musiciens
- Esbjörn Svensson - Piano
- Magnus Öström - Batterie
- Dan Berglund - Basse

## Pistes
Toutes les compositions sont du Esbjörn Svensson Trio
1. Ballad Of The Unborn (5:31)
2. Seven Days Of Falling (6:29)
3. Mingle In The Minicing-Machine (6:48)
4. Evening In Atlantis (0:55)
5. Did They Ever Tell Cousteau (6:02)
6. Believe Beleft Below (4:51)
7. Elevation Of Love (6:46)
8. In My Garage (4:16)
9. Why She Couldn’t Come (6:32)
10. O.D.R.I.P. (8:19)